# Café des Aveugles

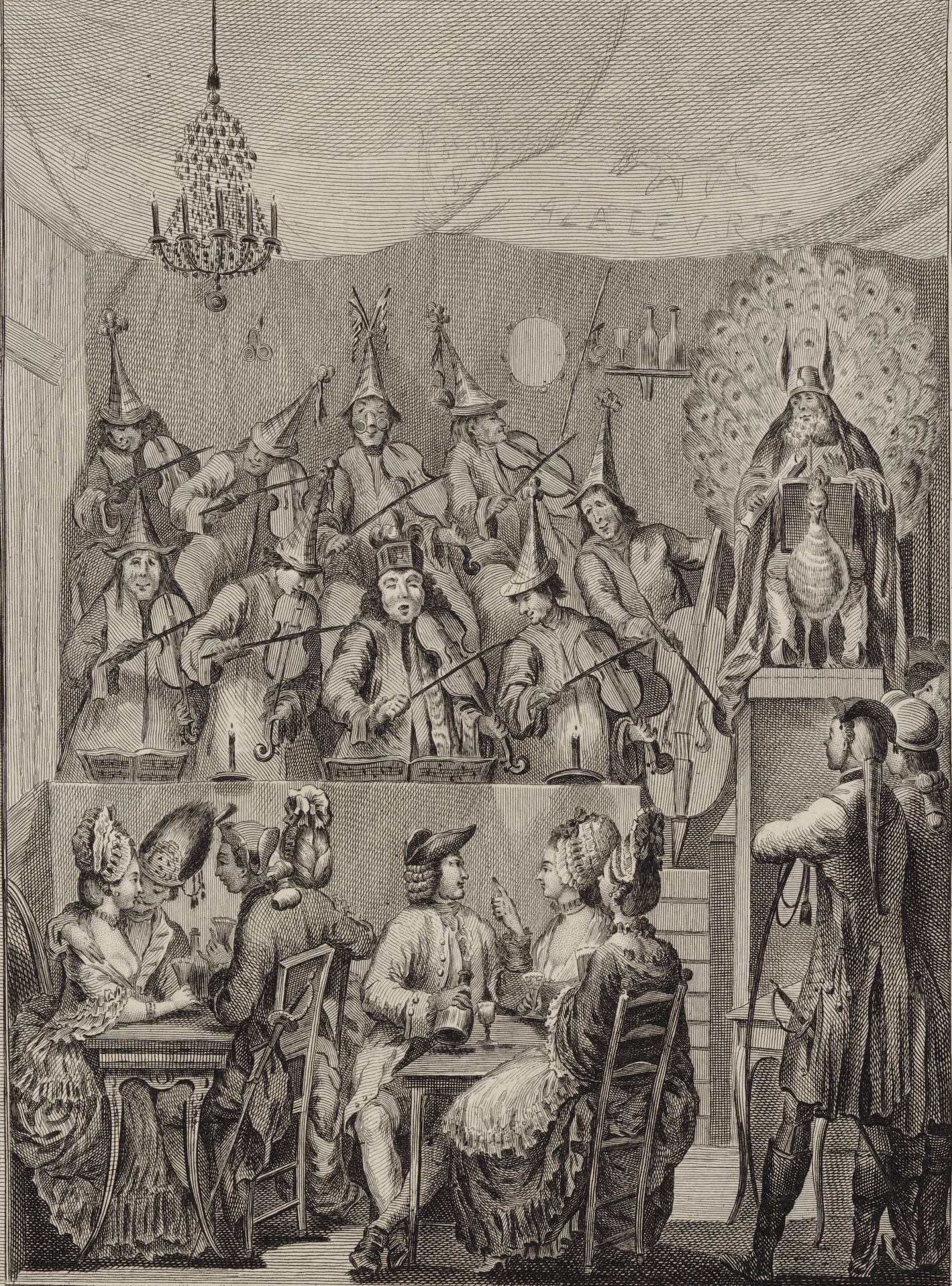
Concert extraordinaire donné au Café des Aveugles en septembre 1771.

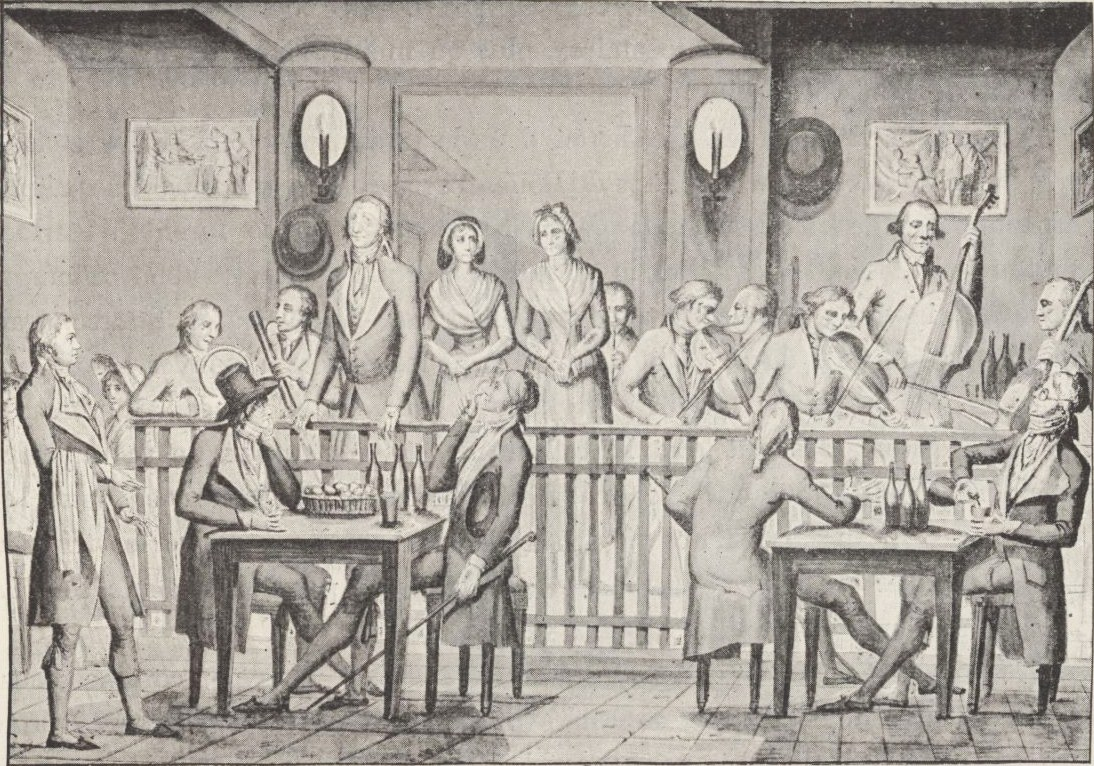
Le Café des Aveugles vers 1800.

Le Café des Aveugles est un café-caveau qui existait jadis à Paris, au Palais-Royal, au 103, galerie de Beaujolais.

## LeCafé des Aveuglessous la Révolution
Sous la Révolution, il s'agit d'un lieu de rendez-vous de sans-culottes. Sur son fronton est alors indiqué : « Ici, on s'honore du titre de citoyen, on se tutoie et on fume. »

## LeCafé des Aveuglesen 1814

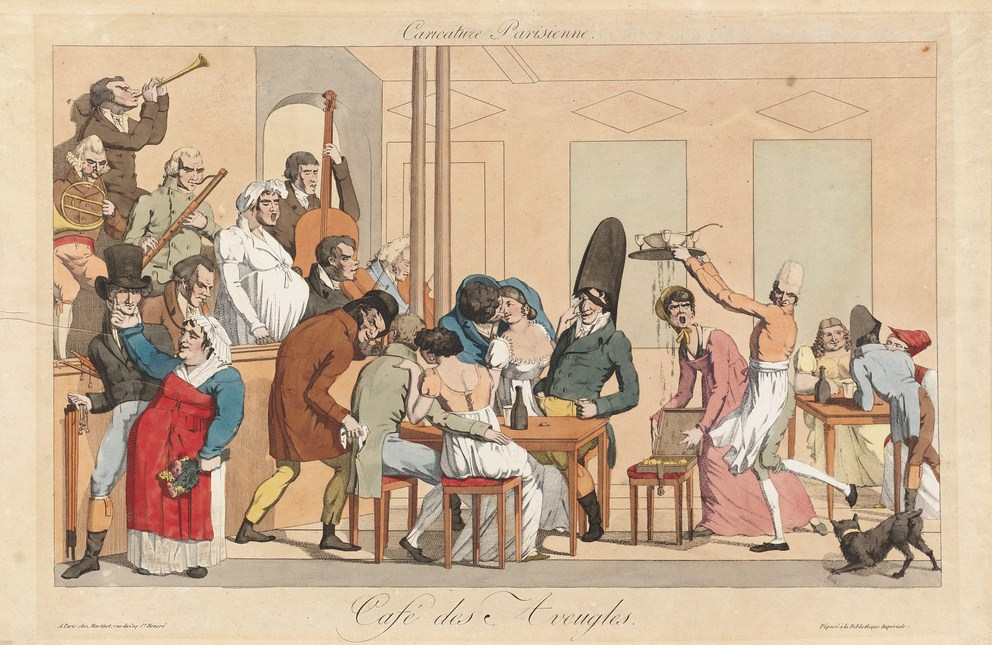
Aaron Martinet: Café des Aveugles

En 1814, Louis-Marie Prudhomme écrit :

« Café des Aveugles, situé sous le café Italien. Il y a dans ce café un grand orchestre, composé d’aveugles. Ce café n’ouvre qu’à cinq heures. C’est le rendez-vous de toutes les filles du jardin et de celles du perron : les habituées y ont tous les jours leur demi-tasse gratis. Il est divisé en vingt petits caveaux : on y voit de vieux et de jeunes admirateurs des grâces. Les jeunes déesses viennent boire le vin du marché ; les vieilles restent pour épier le moment où il se présente quelque godiche (c'est le mot de reconnaissance).

On respire un air si fétide et si épais dans ce café, que lorsqu’on en sort, même au plus fort de l’été, on est saisi par le froid. »

## LeCafé des Aveuglesen 1858
Jules Lovy écrit, le 18 avril 1858, dans Le Tintamarre :

« […] le Café des Aveugles, le plus ancien de tous (les cafés-caveaux du Palais-Royal), et le seul qui subsiste encore aujourd'hui. Là, huit ou dix aveugles de l'hospice des Quinze-Vingts se livrent chaque soir à une musique exaspérée, exécutant des ouvertures, assistant le Sauvage dans ses assourdissants roulements de tambour, et l'homme à la poupée vient compléter le programme.
Autrefois les caveaux étaient le rendez-vous de prédilection des marchandes d'amour patentés. Toutes avaient leurs entrées libres. L'homme qui se respecte ne pouvait pas s'aventurer dans ces antres ; aussi y avait-il foule. »

Sous le Second Empire, le café des Aveugles emploie une vingtaine de garçons de café, trois dames de comptoir, cinq releveurs de tasses et un orchestre composé de six aveugles. Une dame de comptoir peut être l'épouse du patron, mais aussi une prostituée. En 1840, le café des Aveugles est accusé d'être « l'antichambre d'une maison de prostitution ».